# Idole de Tara

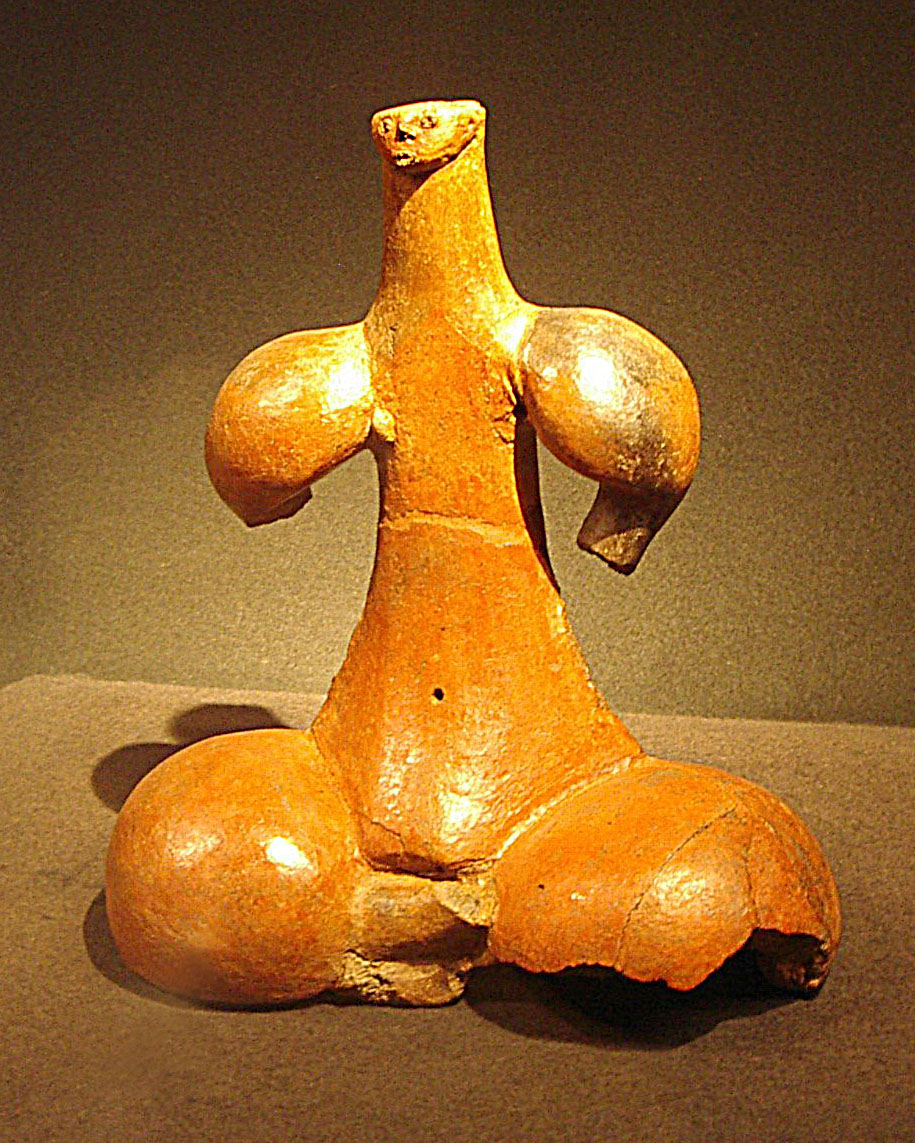
Idole de Tara, Las Palmas de Gran Canaria.

L'idole de Tara est la dénomination populaire d'une figurine de terracota décorée d'ocre rouge. Façonnée par les autochtones Guanches sur l'île de Grande Canarie, elle est exposée au musée canarien de Las Palmas de Gran Canaria. Elle procède sans doute d'un culte de la fertilité et pourrait avoir été utilisée lors de cérémonies prénuptiales.

## Description
Il s'agit d'une figure féminine de quelque 26 centimètres de hauteur pour 24 de large. Elle est représentée en position assise, jambes croisées. Les bras ont disparu mais la trace des mains sur la taille reste visible. Les biceps et les cuisses de la statue sont démesurément volumineux. Le cou, allongé, supporte une petite tête dont les traits sont esquissés. Des incisions marquent le nombril, la vulve, les narines, la bouche et les yeux. 
La tête, les biceps et ses cuisses sont creux, sans doute pour limiter le poids de la figurine. Une ocre rouge (almagre) a été utilisée pour peindre presque toute l'idole. Les parties non peintes notamment ont été brunissées (es) pour leur donner du lustre.

## Origine
L'idole faisait partie de la collection particulière du docteur Gregorio Chil y Naranjo (Telde, 1831-Las Palmas de Gran Canaria, 1901). Celui-ci l'a présentée à Paris lors de l'exposition universelle de 1878 et peut-être trois ans plus tôt lors du congrès international des américanistes de Nancy. Cédée au Musée canarien, elle est exposée dans ses vitrines au moins depuis 1887 sous le numéro d'enregistrement 249 / 2899. Le reste de la collection de Chil la rejoint après son décès, en 1901.

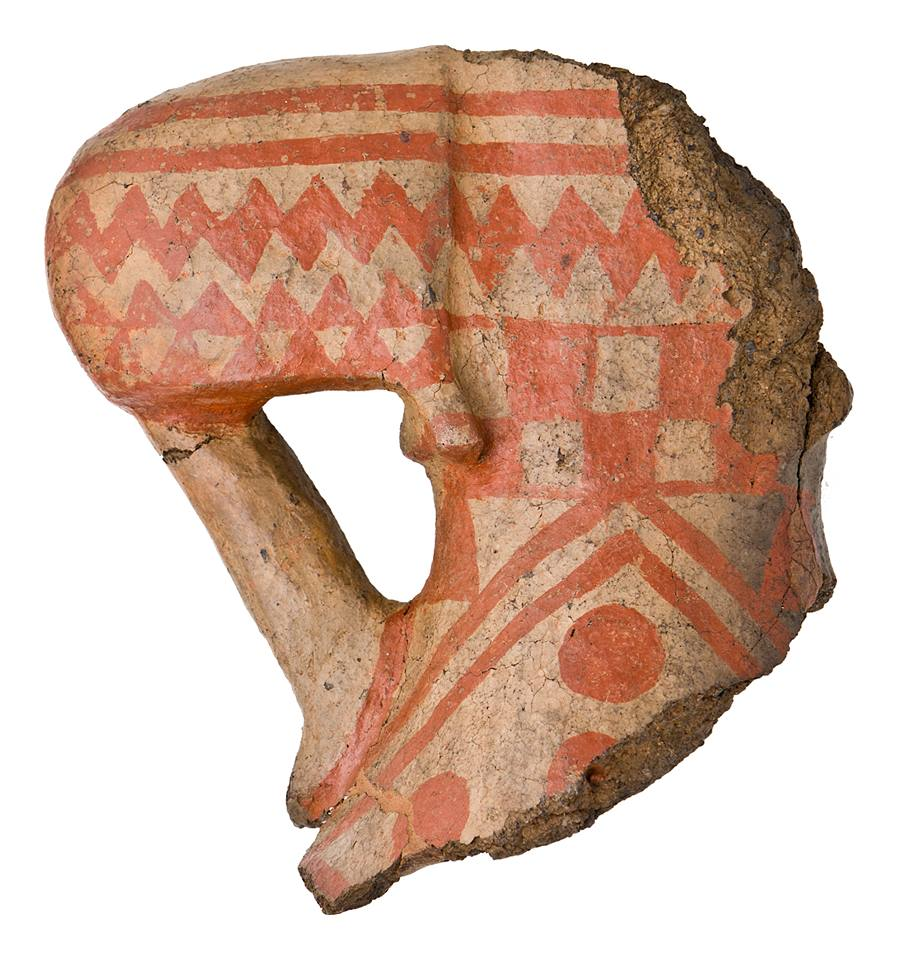
Fragment d'idole trouvée à Tara (Telde) en 1957. Musée canarien, Las Palmas de Gran Canaria.

L'identification et la provenance de la figurine sont problématiques et controversées. Actuellement la seule certitude est que l'objet provient de l'île de Grande Canarie (c'est d'ailleurs ainsi que Chil la désigne dans ses écrits) ; il n'y a pas de données archéologiques suffisantes pour identifier un gisement précis de provenance. Sa désignation populaire « idole de Tara », qui fait référence au peuple indigène canarien de Tara à Telde, provient d'une confusion initiée vers 1960 par le rapprochement de l'apparence de la statuette et de celle d'un fragment trouvé en 1957 dans les fouilles de vestiges préhispaniques à Telde, lui aussi conservé au musée canarien (numéro 2880),,.
Une hypothèse récente formulée par Celso Martín de Guzmán, archéologue et responsable du Patrimoine historique au Gouvernement des Canaries, voudrait que la figurine ait été découverte à Gáldar,,. Elle est fondée sur l'interprétation d'une note manuscrite de Chil et sur des ressemblances formelles avec des fragments mis au jour à Gáldar. 
Le Musée canarien confirme en 2000 que la provenance de l'idole n'est pas démontrée, et estime que sa désignation la plus appropriée est « idole de Chil ».